# Saishū heiki kanojo
Saishū heiki kanojo (最終兵器彼女?) è un film del 2005 diretto da Taikan Suga e interpretato tra gli altri da Aki Maeda. Il film è tratto dalla serie manga e anime Lei, l'arma finale di Shin Takahashi.

## Trama
Due adolescenti si trovano a fare i conti con i propri sentimenti e i propri limiti. Chise e Shuji sono due compagni di scuola che un giorno decidono di diventare una coppia, ma Chise, timida e sbadata, all'inizio prende il fidanzamento come una prova personale da affrontare, una sorta di scommessa con il destino, e Shuji si rende conto ben presto di avere non pochi problemi nel capire Chise e saper prendersi cura di lei. A complicare le cose ci si mette anche un conflitto, finora tenuto quasi segreto dal governo del Giappone contro non meglio precisati invasori.
Durante un bombardamento Shuji scopre infine il segreto che nasconde Chise: lei è l'arma finale. La ragazza lo salva da alcune macerie che l'avrebbero ucciso e gli appare sotto forma di un essere biomeccanico, con una pesante mitragliatrice incastrata in un braccio e delle strane ali che escono dalla sua schiena. Shuji si trova quindi a dover affrontare una prova ancora più intensa del previsto.
Sebbene il loro incontro li spinga a dichiarare i loro problemi e li induca a superare le barriere che li dividono, alla fine i due si arrendono e ritornano ad essere due semplici compagni di classe. Chise è ormai esausta della guerra e del suo essere nient'altro che un'arma di distruzione, Shuji invece è afflitto da un malessere profondo che nasce dall'impossibilità per lui di comprendere e amare a dovere un essere come Chise.
Alla fine il Giappone firma un armistizio forzato con le altre nazioni del mondo: vengono cessati gli attacchi a patto che l'arma finale venga distrutta. Per questo vengono lanciati missili verso Chise che è costretta, per proteggere quelli che ama, a scappare nello spazio e lasciarsi uccidere. Si trasforma così in una nave spaziale e attira le armi fuori dall'atmosfera, dove alla fine verrà raggiunta. Tempo dopo Shuji troverà in un deserto parte di questa astronave.